# Freikirchlicher Friedhof Wuppertal

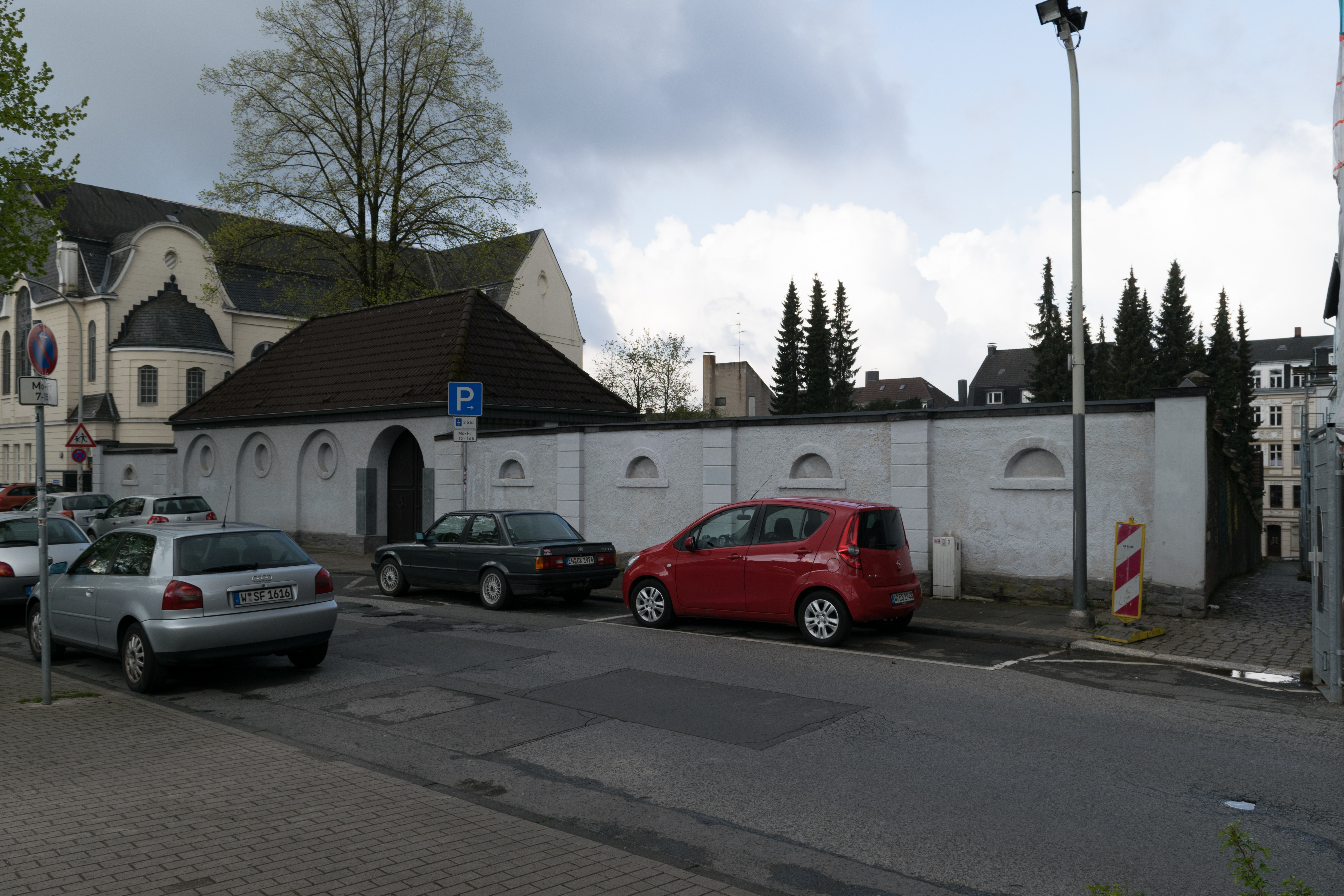
Freikirchlicher Friedhof
am Platz der Republik

Der Freikirchliche Friedhof Wuppertal befindet sich am Platz der Republik in Elberfeld. Träger war früher die Elberfelder Freie evangelische Gemeinde. Heute sind es die Baptistengemeinden Wuppertal, Rolandstraße (Kirche auf dem Ölberg) und Wuppertal, Wartburgstraße (Eben-Ezer-Kapelle, auch „Köbners Kirche“). Die Anfänge des Friedhofs reichen in das Jahr 1855 zurück.

## Geschichte
Im Jahr 1855 wurden die Verantwortlichen der damals noch jungen Freien evangelischen Gemeinde Wuppertal von den Polizeibehörden aufgefordert, für ihre Mitglieder eine eigene Begräbnisstätte anzulegen. Da sämtliche Friedhöfe des Wuppertales sich im Eigentum der verschiedenen Konfessionen befanden, kam es bei Bestattungen von Angehörigen freikirchlicher Gemeinden immer wieder zu Schwierigkeiten, da die Behörden der traditionellen Kirchen den Predigern der Freikirchen die Verkündigung bei Beisetzungsfeiern untersagten. Hermann Heinrich Grafe, Fabrikant und einer der Gründerväter der Freien evangelischen Gemeinden, erwarb daraufhin aus eigenen Mitteln ein 2000 Quadratmeter großes Gelände am heutigen Platz der Republik und stellte dieses Grundstück seiner eigenen Gemeinde, aber auch der benachbarten Baptistengemeinde zur Verfügung.
1925 kaufte die Stadt Wuppertal einen Teil des Friedhofsgeländes, um eine Straßenbaufläche zu gewinnen. Mit dem Erlös wurde eine Friedhofskapelle finanziert. Sie bietet 75 Sitzplätze und verfügt über eine kleine Orgel und ein Rednerpult.
Seit 2006 befindet sich der Freikirchliche Friedhof im Eigentum der Baptistengemeinden Elberfeld und Barmen.

## Bedeutende Gräber
In der so genannten Ehrenreihe sind folgende Persönlichkeiten bestattet:
- Hermann Heinrich Grafe, Seidenfabrikant, Mitbegründer der Freien evangelischen Gemeinden und Kirchenliederdichter
- Friedrich-Heinrich Neviandt, erster Prediger der Freien evangelischen Gemeinde Wuppertal
- Friedrich Koch, zweiter Prediger und Ältester der Freien evangelischen Gemeinde Wuppertal
- Werner Schnepper, bekannter Prediger der Freien evangelischen Gemeinde Wuppertal-Unterdörnen

An anderen Stellen des Freikirchlichen Friedhofs sind beigesetzt:
- Carl Schröder (1894–1906), nebenamtlicher Prediger der Evangelisch-Freikirchlichen Gemeinde Wuppertal-Barmen
- Maria Hardenberg, erste Missionarin, die mit der Allianz-Mission nach dem Zweiten Weltkrieg wieder nach China ausreiste.

## Friedhofsverwaltung und Friedhofsordnung
Rechtsträger und Eigentümer des Freikirchlichen Friedhofs sind laut Friedhofssatzung zu gleichen Teilen die Evangelisch-Freikirchlichen Gemeinden (Baptisten) Wuppertal, Rolandstraße und Wuppertal, Wartburgstraße. Sie bilden eine so genannte Friedhofsgemeinschaft. Jede der beiden Trägergemeinden benennt zwei Rechtsvertreter, die gemeinsam die Friedhofskommission bilden. Diese bestellt den Friedhofsverwalter und seinen Stellvertreter, die beratend der Friedhofskommission angehören.
Die Gräber sind „vornehmlich Mitgliedern der Trägermeinden vorbehalten“. In Ausnahmefällen können dort auch Angehörige anderer Konfessionen beerdigt werden, wenn eine christliche Bestattungsfeier gewährleistet ist.
Für die Grabgestaltung gibt es besondere Vorschriften. So dürfen Gedenksteine nur in ebenerdig-liegender Form errichtet werden. Die Grabsteininschriften sind genehmigungspflichtig. Für die Gestaltung der Trauerfeiern und des Friedhofs gilt laut Friedhofsordnung grundsätzlich folgende Richtlinie: „Auf diesem Friedhof betten christliche Gemeinden […] ihre Toten zur letzten Ruhe. Sie setzen mit den Gräbern ein sichtbares Zeichen für die Vergänglichkeit des Menschen und zugleich verkündigen sie hier die Botschaft von der Auferstehung der Toten. Jesus Christus hat dem Tode die Macht genommen und lässt alle, die an ihn glauben, an seinem ewigen Leben teilhaben. Der Erwartung solcher Herrlichkeit soll dieser Friedhof in seiner Funktion und Gestaltung entsprechen.“